# Прекрасна отруйниця
Прекрасна отруйниця, фр. La belle empoisonneuse — квебекський фільм-трилер 2007 р. режисера Рішара Жютра.

## Сюжет
Гомер, молодий житель м. Квебек грецького походження (Максим Деномме) успадкував від батька дорогий ресторан, але не має особливої схильності до розвитку сімейного бізнесу. Його університетський професор (Бенуа Гуен) знайомить його зі студенткою, яка виявляється клептоманкою (Ізабель Бле) і поступово втягує в свої небезпечні авантюри. Внаслідок однієї з них гине відомий артист-комік (Робер Лепаж). Крім того, у студентки є якась тяжка таємниця, що перешкоджає її стосункам з героєм…

## Акторський склад
- Максим Деномме — Гомер (студент)
- Ізабель Бле — Роксана (студентка-клептоманка)
- Бенуа Гуен — професор
- Робер Лепаж — комік-алкоголік